# Gleichstellungsbeauftragte
Eine gewählte oder bestellte Gleichstellungsbeauftragte (auch Beauftragte für Chancengleichheit) ist eine Funktion innerhalb einer Behörde, einer sozialen Einrichtung, einer Gemeinde oder eines Unternehmens, die sich mit der Förderung und Durchsetzung der Chancengleichheit, Gleichberechtigung und Gleichstellung von Frauen, Männern und Diversen befasst und für die jeweilige Institution oder das jeweilige Unternehmen interne Aufgaben wahrnimmt. Als Diversitätsbeauftragte trägt sie teilweise auch generell zur Vielfalt in der Organisation bei.
In der deutschen Bundesverwaltung ist diese Funktion gemäß § 19 Bundesgleichstellungsgesetz auf Frauen beschränkt (in solchen Fällen teils auch explizit als Frauenbeauftragte oder Frauenvertreterin bezeichnet). Entsprechende Regelungen finden sich auch in den jeweiligen Landesgleichstellungsgesetzen in Verwaltungsvorschriften und in manchen kommunalen Verfassungen.

## Gleichstellungsbeauftragte nach dem Bundesgleichstellungsgesetz
Die Gleichstellungsbeauftragte nach dem Bundesgleichstellungsgesetz (BGleiG) hat allgemein die Aufgabe, die Beschäftigten vor Benachteiligungen aufgrund ihres Geschlechtes zu schützen und das Allgemeine Gleichbehandlungsgesetz durchzusetzen. Um diese Aufgabe möglichst ohne organisatorische Einflussnahme erfüllen zu können, gehört die Gleichstellungsbeauftragte der Personalverwaltung an und ist bei der Ausübung ihrer Tätigkeit weisungsfrei.
In jeder Dienststelle mit mindestens 100 Beschäftigten ist aus dem Kreis der weiblichen Beschäftigten, nach geheimer Wahl durch die weiblichen Beschäftigten, eine Gleichstellungsbeauftragte zu bestellen. Gleichstellungsbeauftragte nach dem BGleiG kann also nur eine Frau werden. Das Verfahren für die Durchführung der Wahl ist in der Gleichstellungsbeauftragtenwahlverordnung geregelt. Für jede Gleichstellungsbeauftragte ist eine Stellvertreterin zu wählen und zu bestellen. Auch dieses Verfahren wird durch die o. g. Wahlverordnung geregelt. Das Amt der Stellvertreterin ist grundsätzlich als Abwesenheitsvertretung angelegt, eine Aufgabenübertragung durch die Gleichstellungsbeauftragte ist aber möglich. Die Amtszeit der Gleichstellungsbeauftragten beträgt vier Jahre. Zur Durchführung ihrer Aufgaben hat die Gleichstellungsbeauftragte einen gesetzlichen Mindestanspruch auf Entlastung von anderweitigen dienstlichen Tätigkeiten. Die Entlastung soll mindestens die Hälfte der allgemeinen regelmäßigen Arbeitszeit, in Dienststellen mit mehr als 600 Beschäftigten die volle regelmäßige Arbeitszeit betragen.
In der Bundesverwaltung hat die Gleichstellungsbeauftragte die Aufgabe, den Vollzug des BGleiG und des Allgemeinen Gleichbehandlungsgesetzes (AGG – teilweise, hinsichtlich Benachteiligungen wegen des Geschlechts und wegen sexueller Belästigung) zu fördern und zu überwachen. Sie wirkt bei allen Maßnahmen ihrer Behörde mit, die die Gleichstellung von Frauen und Männern, die Vereinbarkeit von Familie und Beruf sowie den Schutz vor sexueller Belästigung am Arbeitsplatz betreffen. Sie ist an Personalmaßnahmen (z. B. Einstellungen), organisatorischen und sozialen Angelegenheiten frühzeitig zu beteiligen. Darüber hinaus berät und unterstützt sie Frauen in ihrem beruflichen Fortkommen bzw. in Fällen von Benachteiligung. Sie wirkt bei der Erstellung des Gleichstellungsplans mit. Sie gehört der Personalverwaltung an und ist unmittelbar der Dienststellenleitung zugeordnet, ist aber in der Ausübung ihrer Tätigkeit weisungsfrei. Im Rahmen der Zugehörigkeit wird sie frühzeitig in Personalangelegenheiten beteiligt. Sie hat Akteneinsichtsrecht, welches sich auch auf Personalakten erstreckt und sich auf die entscheidungsrelevanten Teile bezieht. In diesen Fällen bedarf es nicht der Zustimmung der Betroffenen.
Der Dienststellenleitung gegenüber hat sie unmittelbares Vortragsrecht und Vortragspflicht und wird von dieser bei der Durchführung ihrer Aufgaben unterstützt. Das BGleiG gilt für die unmittelbare und mittelbare Bundesverwaltung, die Gerichte des Bundes und die privatrechtlich organisierten Einrichtungen der Bundesverwaltung (z. B. Bundesstiftungen, eingetragene Vereine). Die Bundesländer haben jeweils vergleichbare Regelungen.

## Landesgleichstellungsgesetze
Zur weiteren Konkretisierung und Umsetzung der Gleichberechtigung auch in den Behörden der Länder und Kommunen sind in allen Bundesländern Landesgleichstellungsgesetze (LGG) in Kraft getreten (allerdings mit unterschiedlichen Bezeichnungen und unterschiedlichen Befugnissen).
Es verstößt nicht gegen das AGG, ausschließlich Frauen als Gleichstellungsbeauftragte vorzusehen.

## Gleichstellungsbeauftragte auf kommunaler Ebene
Auch auf kommunaler Ebene ist die Bestellung einer Gleichstellungsbeauftragten teilweise vorgesehen. Ihre Bestellung ist aber grundsätzlich fakultativ.